# 馬廻
馬廻（うままわり）は、大将の馬の周囲（廻り）に付き添って護衛や伝令及び決戦兵力として用いられた武家の職制のひとつ。平時にも大名の護衛となり、事務の取次ぎなど大名の側近として吏僚的な職務を果たすこともあった。武芸に秀でたものが集められたエリートであり、親衛隊的な存在であったとされる。

## 歴史

### 戦国時代以前
馬廻という語は、南北朝時代を描いた『太平記』に「義貞ハ兼テヨリ馬廻ニ勝レタル兵（つわもの）ヲ七千余騎囲マセテ」として馬上の大将の周囲そのものを馬廻と呼んでいるが、その存在自体はそれ以前よりあったと考えられている。

### 戦国時代
武家の職制として確立されたのは戦国時代後半とされる。
大名家によって様々な呼び名があり、後北条氏の馬廻衆がまず上げられる。さらに、今川氏輝が、母親寿桂尼から自立して当主の職務を執った際に、天文元年11月27日付判物で、父親の氏親時代にはなかった、有力武将の子を組織し親衛隊として馬廻衆を創設し、今川家当主の権力強化を図った。織田信長の馬廻衆は、小姓と並んで信長が選抜し訓練した土豪の次男・三男などから編成され、信長の側近として活躍した。稲生の戦いや桶狭間の戦いで信長の自在に動く軍事部隊として頭角を現した。信長の馬廻・小姓の精鋭は、赤・黒二色の母衣衆に抜擢された。初期の馬廻の中から、塙直政、佐々成政、簗田広正、河尻秀隆のように、部隊の指揮官を経て国持大名に昇進した者もいる。豊臣秀吉が馬廻衆や近習衆の中から選抜した7人の組頭は七手組と呼ばれた。

### 江戸時代
江戸時代においても諸藩の職制として存続し、大名の日常の警護を務めた。江戸幕府の職制では、両番と呼ばれる書院番・小姓組番が諸藩における馬廻にあたる。旗本の子弟はまず両番に任ぜられ、将軍の側近として認められて、幕府官僚として出世してゆくのが通例であった。
馬廻は、諸藩においては職制のほか、家格の呼称としても使用されることが多かった。藩によって馬上資格を認める藩と認めない藩があって、どちらが一般的であるかは断言できない。馬廻に馬上資格を認めない藩にあっては、給人または給人席以上を馬上資格としたり、家老から直接統率を受ける家格以上の家臣を馬上資格とするなど様々な基準があった。職制並びに家格上、給人と馬廻が併存する藩とどちらかだけが存在する藩もある。家格に給人と馬廻が併存する藩にあっては給人のほうが格上である。馬上資格がない馬廻は、江戸幕府の小十人とほぼ同義であって、藩主への謁見資格があるが、馬乗りにはなれない中堅家臣である。
馬廻に馬上資格がある藩では、馬廻の家格は、広義の上級家臣の下位を意味すると言える。赤穂事件で有名な赤穂藩浅野家の馬廻役がその典型的な例である。馬上資格のない中小姓の上位に位置する馬上武士の階級と位置づけられていた。赤穂浪士四十七士のうち馬廻だった者は堀部武庸ら15名で、全員が200石から100石取りである。重臣とまでは言えないものの、上士と呼べる家禄の者たちである。これが馬上資格のない中小姓だと最上の大高忠雄でも30石取りであるからこの階級差は歴然である。
しかし時代が下るに連れて、武士が増加すると諸藩・幕臣にあっても、馬廻はあくまで格式にすぎなくなった。例えば長岡藩の「安政分限帳」（『長岡藩政史料集（6）長岡藩の家臣団』所収）によれば、50石未満の低位の知行である藩士が大組（馬廻相当）に119名確認され、最小俸給者は知行高20石または5人扶持の藩士である。50石未満の低位の知行である藩士が馬一頭を飼う事は常識的には不可能であり、その家臣に馬上を許しながら、実際に馬を飼っていなかったという事態が発生した。また、薩摩藩でも状況は同じで馬廻相当から家老となり、近思録崩れで処分された秩父伊賀も馬を保有していなかったことが「文化朋党実録」で述べられている。
なお、諸藩の中には馬廻を異なる名称で呼ぶ藩もあり、長州藩及び越後長岡藩では『大組』と呼称していた。